# Marcelo Álvarez
Marcelo Raúl Álvarez (27 de Fevereiro de 1962) é um tenor lírico argentino que começou a fazer sucesso na metade da década de 1990. Desde o começo de sua carreira, em 1994, Álvarez vem viajado e se apresentado nas melhores casas de óperas do mundo em 27 papéis diferentes.

## Biografia
Nasceu em uma família de seis filhos. Estudou música até seus dezessete anos recebendo seu diploma em educação musical. Ele, inicialmente pensava em fazer economia, estudando isso em uma faculdade, e por doze anos o estudo da música foi totalmente esquecido. Depois da faculdade ele se tornou o chefe da fábrica de sua família em Córdoba.
Álvarez sempre gostou de cantar e com frequencia ele imitada vozes de cantores populares para entreter seus amigos, e assim sempre ganhava drinks em pubs. Ele tinha trinta anos quando sua esposa sugeriu que ele se empenhasse na carreira de cantor. Então no ano de 1992 ele começou a estudar voz com Norma Risso em Buenos Aires. Ele gasta doze horas para ir estudar voz, mas foi determinado. Risso ficou impressionada com seu aluno e ela disse, que em cinco anos ele estaria cantando em todo o mundo.
Ele fez audições no Teatro Colón que não tiveram muito sucesso. Mas, felizmente, o legendário tenor Giuseppe di Stefano o escutou em uma de suas audições e o levou para a Itália. "Você tem bons instintos; você me faz lembrar de mim mesmo quando eu era um homem jovem", di Stefano disse para ele.
Neste período, Álvarez fez algumas apresentações em pequenas casas na Argentina. Sua primeira apresentação foi na ópera Il Barbiere di Siviglia, uma ópera de Rossini em Córdoba em Junho de 1994. Depois diso ele se apresentou na zarzuela Luisa Fernanda de Federico Moreno Torroba com Ismael Pons no Teatro Avenida, também em Buenos Aires.
Nas décadas de 1980 e 1990 o mundialmente famoso tenor italiano Luciano Pavarotti fazia audições em sua compatição, chamada Pavarotti International Voice Competition. Quando ele foi para Buenos Aires e ouviu Álvares nas audições de 1994, ele imediatamente o mandou para Filadélfia para a final da competição, no ano seguinte.
Nesse período, Álvarez estrelou a ópera L'elisir D'amore de Donizetti no Teatro Roma em Buenos Aires, em Dezembro de 1994. Com essas performances em Buenos Aires, e com o encorajamento de di Stefano e Pavarotti, ele decidiu se mudar para Europa para expandir suas oportunidade de ter uma carreira como tenor operístico.
Álvarez foi para Europa em 1995. Inicialmente foi para Espanha, onde se apresentou na zarzuela Marina e logo após isso mudou-se para Milão, em Julho. Sete dias após ter chegado na Itália, Álvarez ganhou uma competição em Pavia e como prêmio fechou um contrato com o Teatro La Fenice em Veneza e com o Teatro Carlo Felice em Gênova. Sua estréia no La Fenice aconteceu em Setembro de 1995.

### Carreira profissional (1995 - 1999)
Após fechar contrato com os dois teatros, ele estreou e muitas óperas italianas e francesas, completando dez personagens nos seus cinco primeiros anos de carreira e tendo uma rápida ascensão mundial. Alfredo de La Traviata (Verdi) e Duke em Rigoletto (Verdi) foram os papéis que contribuíram para sua ascensão, fazendo 150 representações com estes nesse período de quatro anos.
Em 1996  ele estava estudando para o papel de Alfredo da ópera La Traviata em Gênova. Então Álvarez foi para um teatro para assistir a uma representação da ópera, quando o tenor principal desta produção ficou indisposto, então ele foi imediatamente chamado para substituí-lo. Ele foi muito admirado pela soprano italiana Mariella Devia. Por causa disso, nos três anos seguintes, ele cantou esse papel em casas em volta do mundo, como em Hamburgo, Viena, Tokio, Londres, Roma, entre outras.
No fim de 1998 ele fez sua estréia no Metropolitan Opera House em Nova Iorque com a nova produção de La Traviata, produzida por Franco Zeffirelli, juntamente com a soprano estadunidense Patricia Racette. Ele também cantou La Traviata com Ruth Ann Swenson no Théâtre Antique d'Orange em Orange, França e com Christina Gallardo-Domas na Ópera Alemã de Berlim em 1999.
No último minuto ele foi substituído por Alfredo Kraus no papel de Arturo em I Puritani de Bellini, na Itália em Fevereiro de 1997. Na primavera de 1997 ele foi substituído novamente por Kraus, mas desta vez na produção da ópera Werther de Massenet. Neste ano, mesmo com as substituições ele chamou a atenção da Sony Classical e eles assinaram um contrato de exclusividade, produzindo seis CDs em seis anos.
Ele cantou sua primeira performance como Duke de Mantua em Rigoletto de Verdi em Trieste, Itália em 1997. Multilas produções de Rigoletto seguiram-se nos três anos seguintes em Toulouse, Verona, Buenos Aires, Bruxélas, Nova Iorque e Paris. Uma produção especial em 1999 de Rigoletto aconteceu no Théâtre Royal de la Monnaie, em Bruxélas, que foi televisionado para toda Europa.
Em 1997 Álvarez fez sua estréia em Londres, no Royal Albert Hall em um concerto de Linda di Chamounix de Donizetti em novembro. Sua estréia no Royal Opera House aconteceu em Setembro de 2000 com Les Contes d'Hoffmann de Offenbach.
Álvarez viajou para Buenos Aires na primavera de 1999 para a produção do documentário "Marcelo Álvarez in Search of Gardel".

### Carreira profissional (2000 - 2009)
A segunda década da carreira de Álvarez ele adicionou novos papéis ao seu repertório. A maioria de suas gravações profissionais foram feitas durante essa época.
Ele estreou em Werther de Massenet em 1997 e essa performance se estendeu por mais oito casas de óperas do mundo, incluindo Londres, Viena e Munique. Outro papel que ele adicionou ao seu repertório foi de Edgardo de Lucia di Lammermoor aparecendo com ele em dez casas de óperas em apenas seis anos. As maiores casas que ele apareceu com esse repertório foram Ópera Lírica de Chicago, Casa de Ópera de Zurique e o Teatro Nacional de Munique.
Em Janeiro de 2001, Álvarez cantou o seu primeiro recital americano no Teatro Folly na Cidade do Kansas. O tenor Luciano Pavarotti fez seu primeiro recital em 1973; Francisco Araiza em 1982; Ben Heppner em 1997; Juan Diego Flórez em 2002 e Salvatore Licitra em 2005.
No outono de 2001 ele foi convidado pelo diretor David McVicar para a nova produção de Rigoletto no Royal Opera House em Londres com o barítono Paolo Gavanelli e a soprano alemã Christine Schäfer. Ele apareceu em outra produção de McVicar em 2009, em Il Trovatore de Verdi no Met com Sandra Radvanovsky, Dmitri Hvorostovsky e Dolora Zajick.
Álvarez fez sua estréia no La Scala em Milão em 1998 em uma produção de Linda di Chamounix com a soprano estadunidense Laura Claycomb. Em Janeiro de 2002 ele cantou Alfredo de La Traviata com Inva Mula na performance do novo Teatro degli Arcimboldi em Milão. Ele fez outras apresentações do Arcimboldi em 2002 e 2003 com Lucrezia Borgia de Donizetti e La Bohème de Puccini.
Em junho de 2003, Álvarez e o tenor italiano Salvarote Licitra realizaram "Duetto", uma coleção de músicas românticas baseadas em óperas e outras melodias clássicas, algumas foram compostas especialmente para eles cantarem. Eles realizaram o concerto Duetto no Colosseum de Roma que foi televisionada pela PBS e em Nova Iorque no Central Park de Nova Iorque, para um público de 50.000 pessoas.
Em 2003 ele fez sua estréia no papel de Rodolfo em Luisa Miller de Verdi em Londres, cantando ao lado da soprano grega Alexia Voulgaridou.
Álvarez tem se apresentado com algumas das mais célebres sopranos do mundo. Em 2001 ele se apresetou com Renée Fleming em Manon de Massenet, repetindo a apresentação no L'Opéra de la Bastille em Paris e no Met em 2005. Em 2002 ele cantou em Lucie di Lammermoor com Patrizia Ciofi no Théâtre du Châtelet em Paris, uma versão francesa da ópera de Donizetti. E em 2003 ele apresentou-se com a soprano Edita Grubovera em Munique em Lucia di Lammermoor.
Em 2006 foi o ano em que Álvarez começou a transição para um repertório lirico spinto, repertório em que ele fez mais sucesso. Ele fez sua estréia como Manrico de Il Trovatore em Parma, Itália. No mês seguinte ele fez sua estréia como Cavaradossi em Tosca, de Puccini no Royal Opera House em Londres, se apresentando com a soprano romena Angela Gheorghiu e com o baixo-barítono Bryn Terfel. Ele continuou com Cavaradossi na Arena de Verona com Fiorenza Cedolins e o baixo-barítono Ruggero Raimondi.
Em 2008 ele fez multipras apresentações em Carmen, de Bizet como Don José, apresentando-se no Met junto de Olga Borodina, como Carmen; no Royal Opera House com Nancy Fabiola Herrera; no Maggio Musicale Fiorentino com Julia Gertseva e em Orange, França com Béatrice Uria-Monzon.

### Repertório
Ele cantou em 27 diferentes papéis em 15 anos, que foram:
- Rossini
  - I l Barbiere di Siviglia (Almaviva)

- Federico Moreno Torroba
  - Luisa Fernanda (Javier)

- Donizetti
  - L'elisir D'amore (Nemorino)
  - Linda di Chamounix (Carlo)
  - Lucia di Lammermoor (Edgardo)
  - Lucie di Lammermoor]] (Edgardo)
  - Lucrezia Borgia (Gennaro)
  - La Fille du Régiment (Tonio)

- Emilio Arrieta
  - Marina (Jorge)

- Bellini
  - La Sonnambula (Elvino)
  - I Puritani (Arturo)

- Verdi
  - La Traviata (Alfredo)
  - Rigoletto (Duque de Mantua)
  - Falstaff (Fenton)
  - Luisa Miller (Rodolfo)
  - Un Ballo in Maschera (Gustavo/Riccado)
  - Il Trovatore (Marico)

- Massenet
  - Werther (Werther)
  - Manon (des Grieux)

- Bizet
  - Carmen (Don José)

- Gounod
  - Faust (Faust)
  - Roméo et Juliette (Roméo)

- Offenbach
  - Les Contes d'Hoffmann (Hoffmann)

- Richard Strauss
  - Der Rosenkavalier (Cantor Italiano)

- Puccini
  - La Bohème (Rodolfo)
  - Tosca (Cavaradossi)

- Cilea
  - Adriana Lecouvreur (Maurizio)

## Discografia
- "Bel Canto", 1998. Árias de óperas de Verdi, Donizetti e Bellini
- "Berlin Gala", 1999. Concerto de Gala de Berlim em 1998 com Mirella Freni, Simon Keenlyside e Christine Schäfer.
- "Marcelo Álvarez Sings Gardel", 2000.
- "French Arias", 2001. Árias de óperas de Massenet, Offenbach, Donizetti, Gounod, Verdi, Meyerbeer e Rossini
- "Duetto" (Com Salvatore Licitra), 2003.
- "Manon – Massenet", 2003. Performance de Julho de 2001 com Renée Fleming
- "The Tenor's Passion", 2004.
- "Lucia di Lammermoor – Donizetti", 2005. Performance de Agosto de 2004 com Mariella Devia e Renato Bruson
- "Festliche Operngala", 2005. Concerto beneficente para as vítimas da AIDS com Lucia Aliberti, Maria Bayo
- "Marcelo Álvarez: The Verdi Tenor", 2009. Dezoito árias de Verdi.

## Awards
- 1995 - Ganhador da Competição de Pavia, Itália
- 2000 - Prêmio Câmera de Ouro
- 2000 - Menção Honorária
- 2000 - Cantor do Ano
- 2002 - Cantor do Ano
- 2003 - Melhor Tenor do Ano
- 2007 - Prêmio de Ópera La Martesana